# Franz Merkhoffer
Franz Merkhoffer (Dettum, 29 de novembro de 1946) é um ex-futebolista alemão que atuava como zagueiro.

## Carreira
Merkhoffer atuou toda sua carreira no Eintracht Braunschweig, onde é recordista de jogos pelo clube, com 496 jogos de 1968 a 1984.